# Chiesa di Sant'Anastasia (Villasanta)
La chiesa di Sant'Anastasia è il principale luogo di culto cattolico di Villasanta, in provincia di Monza e Brianza, sede dell'omonima parrocchia dell'arcidiocesi di Milano, facente parte del decanato di Monza, che segue il rito romano, nella zona pastorale V di Monza.

## Storia
La presenza di un edificio di culto cattolico nel luogo in cui sorge l'attuale chiesa di Sant'Anastasia è documentata fin dal 768: secondo la ricostruzione di Oleg Zastrow, esso sorgeva lungo la strada principale ed aveva una semplice pianta rettangolare leggermente allungata, con larghezza di circa 7 metri e lunghezza di poco superiore; l'aula terminava con un'abside semicircolare posta lungo il lato orientale.
La chiesa venne dotata in epoca medievale di un campanile ed in seguito, nel XVI secolo, venne ampliata fino a raggiungere circa 20 metri di lunghezza. Inoltre, l'abside originaria venne sostituita con una nuova a pianta quadrangolare e coperta con volta a vela. Il 28-6-1578, la chiesa divenne sede parrocchiale per volere di Carlo Borromeo, arcivescovo di Milano.
Tra il 1768 e il 1796, venne edificata una chiesa più grande di quella antica, demolita nel 1801; questa era in stile barocco ed aveva un'unica navata. Nel 1808 vi è la costruzione di una nuova torre campanaria mentre, tra il 1936 e il 1938, su progetto di Ugo Zanchetta, la chiesa è stata ampliata in forme neoclassiche fino a raggiungere le dimensioni attuali.
Dal 1933 sono custodite nella chiesa le ossa di San Marco soldato per volere dell'allora arcivescovo di Milano, il cardinale Alfredo Ildefonso Schuster.

## Descrizione

### Esterno

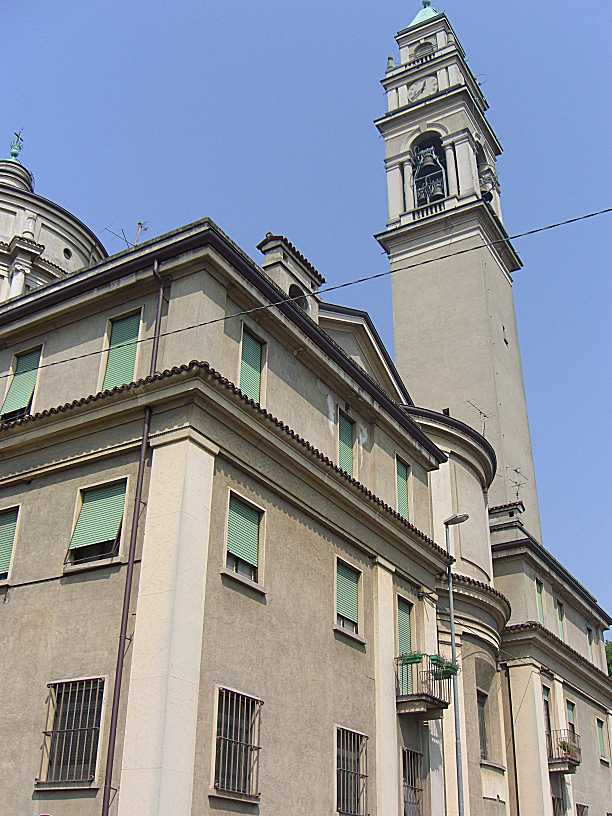
Il campanile

La chiesa di Sant'Anastasia sorge nel centro di La Santa, frazione e sede del comune di Villasanta.
La facciata, frutto dell'ampliamento del 1936, è preceduta da un breve sagrato, al quale si accede salendo alcuni gradini, e presenta una struttura a salienti, che segue quella interna della chiesa. Il prospetto, privo di particolari decorazioni, è interamente ricoperto con intonaco, con riquadri geometrici. Nella parte inferiore, si aprono cinque portali, dei quali tre in corrispondenza della navata centrale. I quattro portali laterali sono gemelli e più piccoli di quello maggiore, avente una cornice in pietra con timpano triangolare. In corrispondenza di quest'ultimo, più in alto, vi è un finestrone ad arco a tutto sesto, chiuso da una vetrata policroma.
Alla sinistra della chiesa, ad essa annessa, si eleva la torre campanaria neoclassica, costruita nel 1938 che, con i suoi 77 metri di altezza, è l'ottavo campanile più alto dell'arcidiocesi di Milano. Il campanile è a pianta quadrata e la cella campanaria si articola in tre livelli: quello inferiore si apre su ciascun lato con una serliana sorretta da colonne tuscaniche; quello mediano, invece, presenta i quadranti dell'orologio; l'ordine superiore ha sezione minore ed è coperto da una cuspide in rame, sormontata dalla croce. Il campanile ospita un concerto composto da 9 campane in Si♭2 calante fuse nel 1923 dai Fratelli Ottolina di Seregno; il campanone, di 2500Kg in nota La, è dedicato alla memoria dei caduti della prima guerra mondiale ed è decorato con le immagini del Sacro Cuore di Gesù, dell'Immacolata, di Gesù tra i fanciulli, di San Lorenzo, San Giovanni Evangelista e di Gesù in croce. In ordine il peso e la nota delle altre: 1800Kg Si, 1240Kg Do#, 1040Kg Re, 730Kg Mi, 515Kg Fa#, 365Kg Sol#, 305Kg La e la minore 215Kg Si.

### Interno

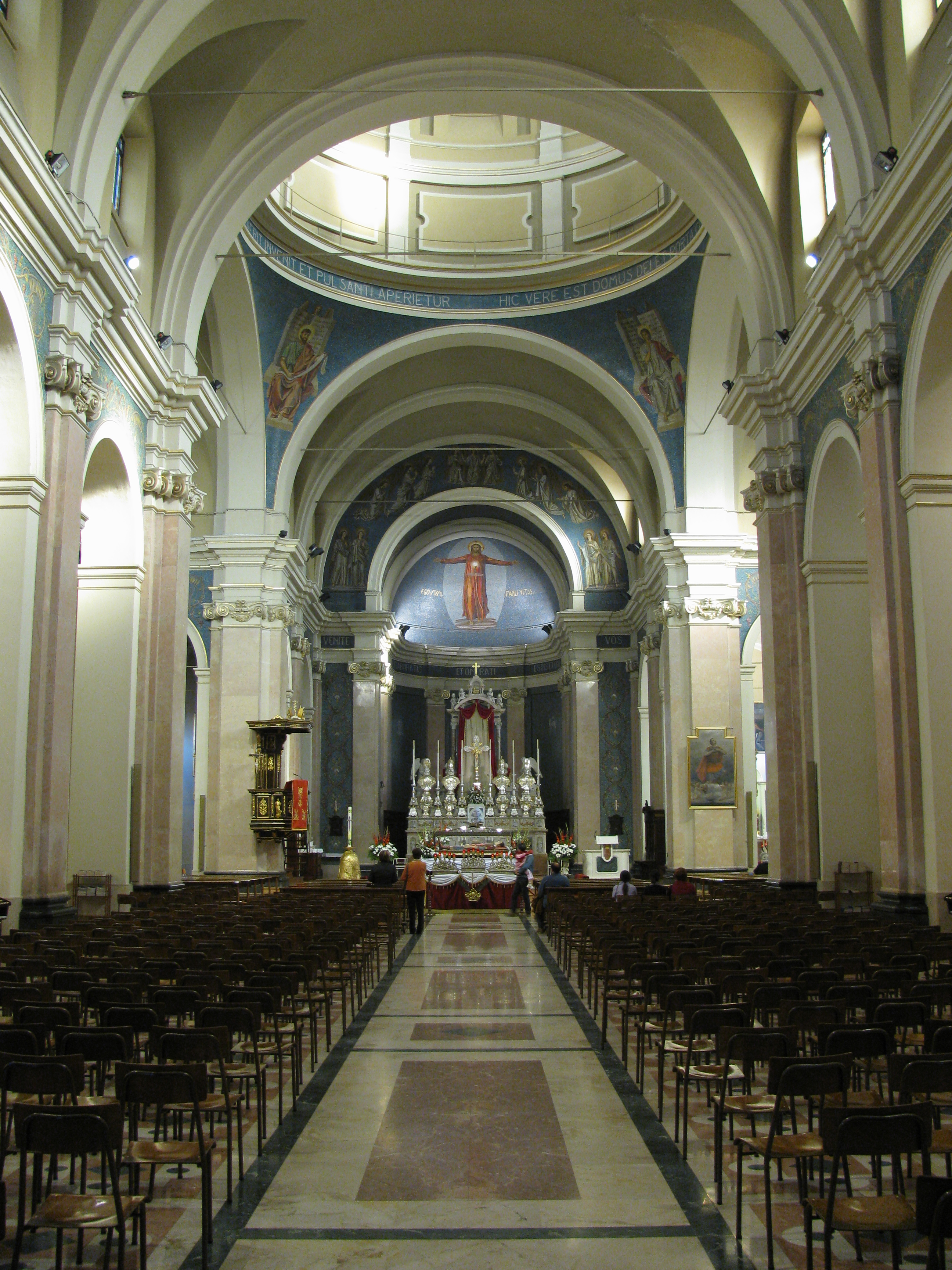
Interno

L'interno della chiesa è a croce latina, con tre navate, transetto sporgente e profondo presbiterio con abside semicircolare.
L'aula è suddivisa in tre navate con le due laterali gemelle e quella centrale più ampia, scandite da archi a tutto sesto poggianti su pilastri; questi sono decorati con lesene ioniche marmoree, con capitelli dorati. La volta della navata centrale è a botte lunettata, mentre quella delle navate laterali, ciascuna delle quali è suddivisa in quattro campate, è a crociera. Nella navata sinistra, è custodito un affresco cinquecentesco raffigurante la Madonna della Rosa, già custodito nell'antica chiesa, e un battistero marmoreo a tempietto. La navata destra custodisce le ossa, rivestite da una statua di cera e contenute in un'urna d'argento, di San Marco soldato, donate alla parrocchia nel 1933 dal cardinale Ildefonso Schuster, e una statua settecentesca di legno dipinto raffigurante Cristo morto nel sepolcro. Sopra l'ingresso è un pregevole organo costruito alla fine del XIX secolo, restaurato e riportato in funzione. 
In corrispondenza della crociera, si eleva la cupola a pianta circolare, con alto tamburo, nel quale si aprono otto finestre rettangolari. La struttura è sormontata da una lanterna con croce in rame.
Le tre navate continuano con due campate oltre il transetto; quella centrale è interamente occupata dal presbiterio, rialzato di alcuni gradini rispetto al resto della chiesa. La sua attuale conformazione, successiva al Concilio Vaticano II, vede al centro l'altare maggiore e, sulla destra, l'ambone, entrambi in marmi policromi; a sinistra vi è il pulpito ligneo con intagli dorati. L'altare maggiore preconciliare è sormontato da un alto ciborio sorretto da colonnine corinzie; alle sue spalle, nella conca dell'abside, trovano luogo gli stalli lignei del coro. Il moderno mosaico del catino absidale raffigura il Sacro Cuore di Gesù.

### Organi a canne
Nella chiesa si trovano tre organi a canne:
- l'organo maggiore, situato su due cantorie contrapposte a ridosso delle pareti fondali del transetto, è stato costruito da Diego Bonato nel 2013 e dispone di 91 registri su quattro manuali e pedale;[8]
- l'organo della controfacciata, situato sulla cantoria al di sopra del portale maggiore, è stato costruito da Ferdinando e Paolo Prina nel 1884 a Villasanta e dispone di 36 registri su un unico manuale e pedale;[4]
- l'organo del coro, situato a pavimento nell'abside, è stato costruito dalla ditta Balbiani Vegezzi-Bossi di Milano nel 1962 e dispone di 9 registri su un unico manuale e pedale.[9]